# Casa Milà
Casa Milà (1906-1912) is een appartementengebouw van architect Antoni Gaudí en het is een van zijn bekendste werken. Het gebouw werd opgetrokken onder het mecenaat van de adellijke familie Milà. Casa Milà ligt aan de Passeig de Gràcia (Paseo de Grácia) in Barcelona. De buitenmuren zijn golvend uitgevoerd.
Het gebouw wordt ook La Pedrera genoemd, wat Catalaans is voor De Steengroeve. Die naam slaat op het uiterlijk van het gebouw en had oorspronkelijk een pejoratieve betekenis, omdat het gebouw aan geen van de toen geldende architecturale normen voldeed.
Sinds 2013 is de eigenaar van de apparatuur Fundació Catalunya-La Pedrera, die verantwoordelijk is voor het organiseren van tentoonstellingen, activiteiten en bezoeken.

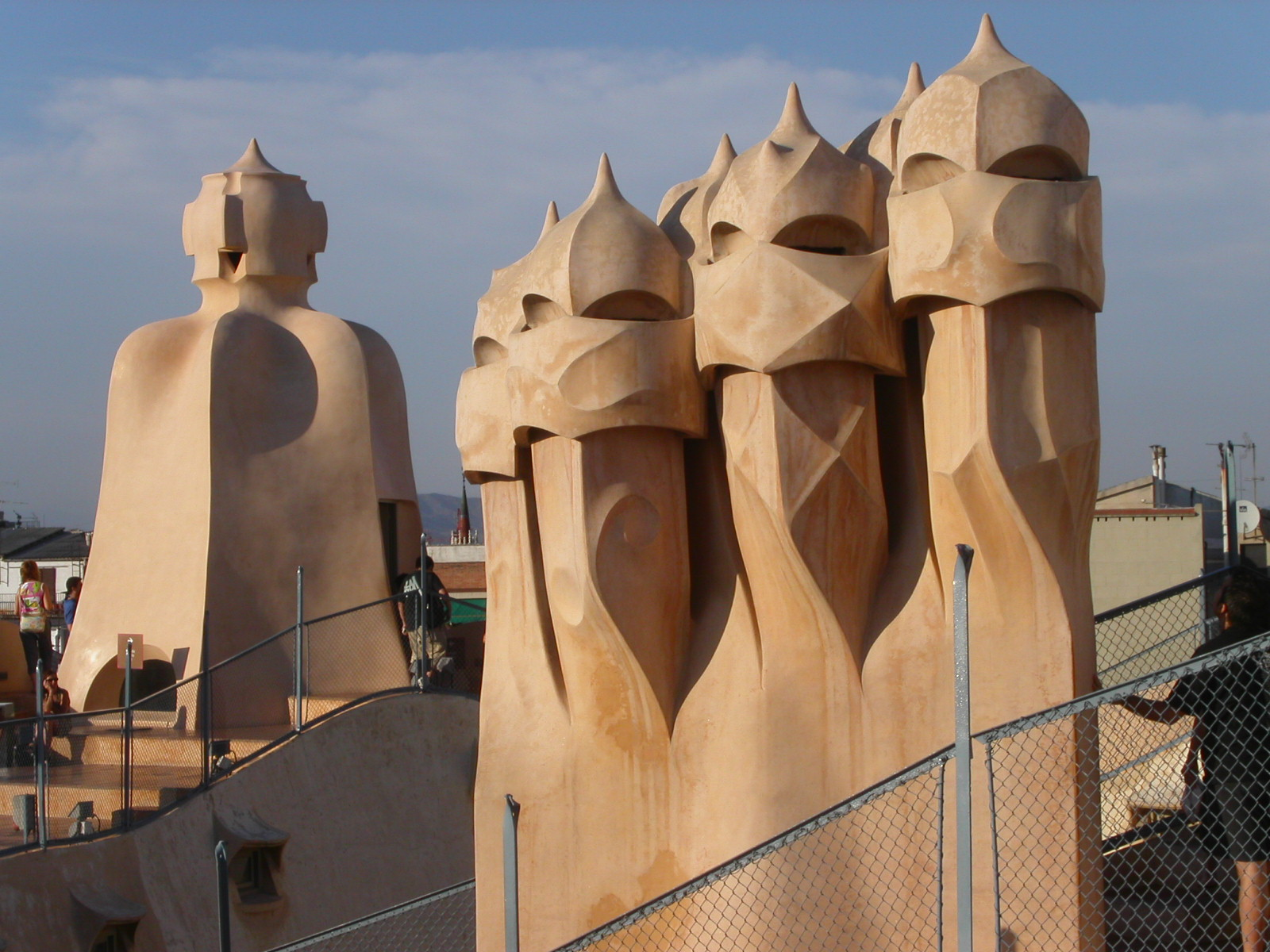
Ventilatie- en rookkanalen
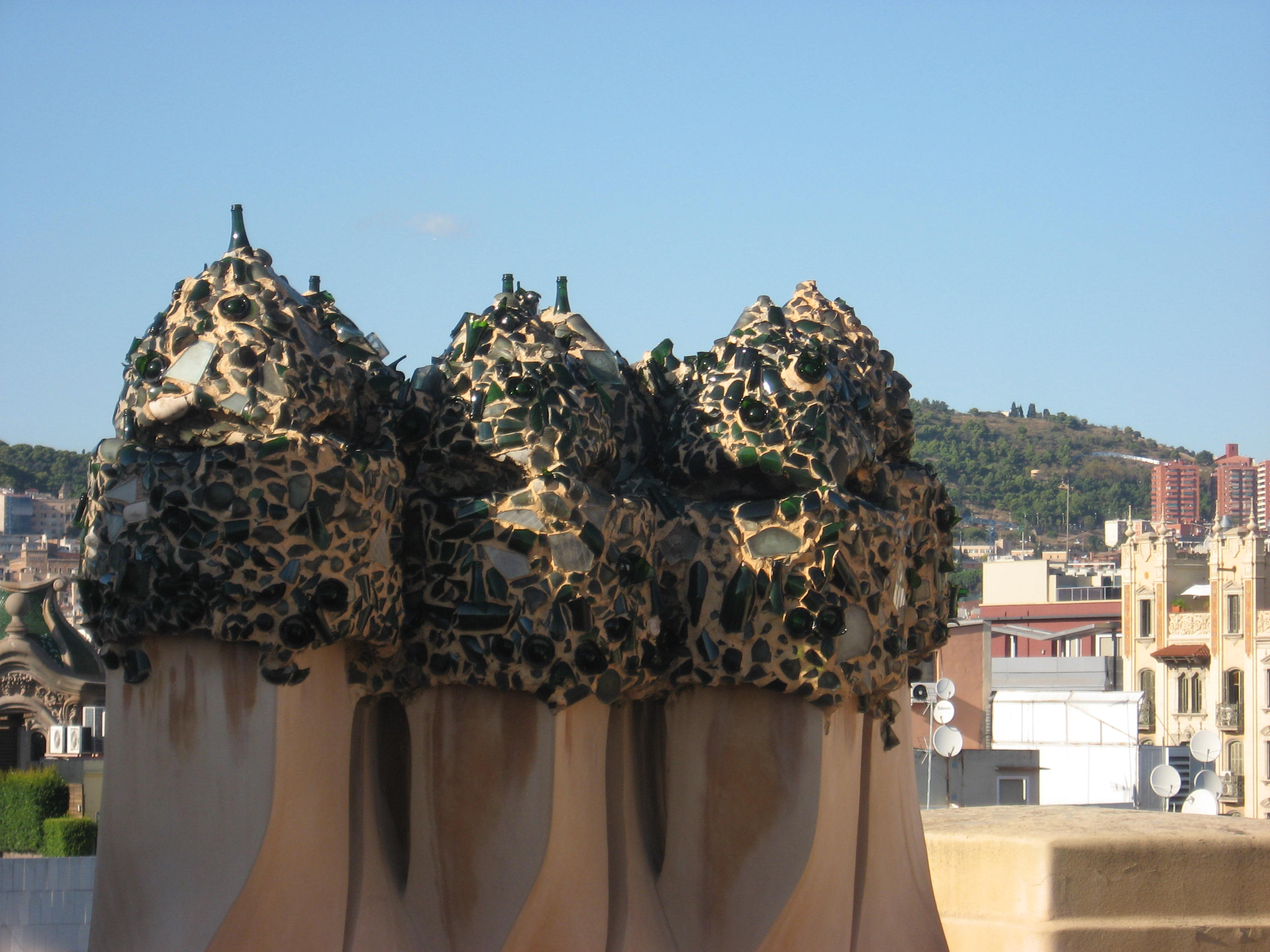
De minder bekende schoorstenen die op Casa Milà staan.

In dit bouwwerk bevindt zich een museum, met wisselende exposities. Verder zijn een appartement op de vierde verdieping, de zolder (met een tentoonstelling over het werk van de architect) en het golvende dakterras te bezichtigen. De luchtkanalen en schoorstenen hebben grillige vormen die kenmerkend zijn voor het gebouw.
In Casa Milà bevindt zich de eerste parkeergarage van Barcelona. De bewoners konden per koets (en later per auto) naar hun eigen verdieping rijden.
Pas later werden er liften geïnstalleerd.
In 1984 werd La Pedrera, samen met andere werken van Gaudí, erkend als werelderfgoed door de UNESCO.
Sinds 1986 is La Pedrera eigendom van de bank Caixa Catalunya (de huidige Catalunya Caixa), die voor aankoop en restauratie zo´n 7 miljard pesetas neertelde.